# Алексанян, Кристине
Кристине Алексанян (арм. Քրիստինե Ալեքսանյան; род. 25 марта 1989 года) — армянская футболистка, защитник. Выступала в сборной Армении.

## Карьера
С детства увлекалась игрой в футбол. В составе ереванской команды «Миг» выиграла чемпионат Армении.
Будучи замеченной иностранными селекционерами, получила приглашение в ливанский «Хоменмен», клуб армянских эмигрантов. Серебряный призёр г. Бейрута.
Отыграв в Ливане несколько сезонов, перешла в калушский «Нефтехимик». В его составе стала вице-чемпионкой Украины и обладателем Кубка Украины.
В 2012 году переезжает в российскую команду «Звезда-2005». В её составе в 2013 году становится вице-чемпионкой России и обладателем Кубка России. Причём Кристине забивает решающий гол в дополнительное время в финале в ворота ЦСП Измайлово. В 2014 году становится чемпионкой России. Это даёт Кристине возможность сыграть в Лиге чемпионов УЕФА. «Звезда-2005» дошла до 1/4 финала, Кристине играла в 3 играх. В 2015 году «Звезда-2005» делает дубль.
В 2016 году играла в составе «Россиянки» и стала чемпионкой России. В 2017—2018 годах выступала за «Рязань-ВДВ», стала чемпионкой (2018) и серебряным призёром (2017) чемпионата России, финалисткой Кубка России (2018).
В начале 2019 года перешла в украинский клуб «Жилстрой-1» (Харьков).
Привлекается в сборную Армении, сыграла за неё не менее 19 игр.